# Mandleshwar
Mandleshwar és una ciutat i nagar panchayat (equivalent a municipi) al districte de Khargone a Madhya Pradesh, a la riba del riu Narmada a 8 km a l'est de Maheshwar, i 99 km al sud d'Indore. Al cens del 2001 constaven 11.345 habitants; el 1901 tenia 2.807 habitants 

## Història
Mandleshwar era centre d'una pargana. Va caure en mans del peshwa al segle xviii i el 1740 Malhar Rao Holkar la va cedir al braman Vyankatram Shastri, la família del qual la va posseir després per sanad fins a la independència de l'Índia i encara algun temps després. El 1823 fou declarada capital del districte de Nimar, que fins al 1864 fou dirigit per l'agent del governador general a Indore. El 1864 el districte fou transferit de l'agència d'Indore a les Províncies Centrals i la capital es va traslladar a Khandwa, que tenia estació ferroviària. El 1867 Mandleshwar fou retornat a Holkar (Indore) a canvi d'altres territoris al Dècan.